# ナインティナイン岡村隆史のオールナイトニッポン
『ナインティナイン岡村隆史のオールナイトニッポン』（ナインティナインおかむらたかしのオールナイトニッポン）は、ニッポン放送の深夜番組「オールナイトニッポン」で毎週木曜日に放送されていた、ナインティナインの岡村隆史がパーソナリティを担当したラジオ番組。通称と番組タイトルコールは「岡村隆史のオールナイトニッポン」。または「岡村隆史ANN」、「岡村ANN」。
1994年4月から約20年6か月放送され2014年9月に終了した『ナインティナインのオールナイトニッポン』を岡村が単独で引き継ぐ形で2014年10月2日から番組開始。番組内での岡村の発言（#単独としての番組終了に至る経緯参照）とこれを受けての矢部浩之の復帰により、2020年5月14日より旧題『ナインティナインの〜』に復す（『岡村隆史の〜』としての最終放送は2020年5月7日。最終2回は矢部との2人体制）。放送時間はナイナイANNと同じく毎週木曜日 25時 - 27時（金曜日 1時 - 3時）。全281回。

## 概要
『ナインティナインのオールナイトニッポン（以下「ナイナイANN」）』が終了に至ったきっかけは、岡村の相方である矢部浩之が「（2010年に体調不良で約5か月休養していた）岡村が休養から復帰した頃から少しずつ感じ始めていた達成感」を理由に番組終了を持ちかけたことだった。一方で、岡村は前番組が「生命線になっていた」とし「ラジオという媒体に携わっていきたい」という考えを持っていた為、1人での番組継続をニッポン放送側に打診、ニッポン放送側はその申し出を快諾し、2014年10月以降はタイトルを変更して再出発した。
フリートークとネタハガキによるコーナーを中心とした構成はナイナイANNから踏襲し、公式サイトにおいても「皆さんからのおハガキが頼りです」と記載されている。
番組の放送回数は前番組とは区別し「第1回」からスタートしているが、場合によっては同一番組のように扱われることがある。
この岡村の姿勢について、オールナイトニッポンのチーフディレクター（当時）の石井玄は「年齢だけでいったら今年50歳で、これまでのANNのパーソナリティの中でもかなりベテランですが、横浜アリーナで歌謡祭を毎年開催していろんなアーティストとコラボしたり、木曜つながりでKing Gnuの井口くん と絡んだり、常にステップアップされているので、年齢に関係なく番組を続けていただいています。俳優として映画で活躍したり、紅白歌合戦に出たり、現在進行形で旬な人であり、オンリーワンであり続けるのは、本当にすごいことですよね」と評価している。

### 単独としての番組終了に至る経緯
2020年4月24日（23日深夜）、番組内のコーナー「WET STREAM」で、リスナーから「コロナの影響で、今後しばらくは風俗に行けない」という相談に、「コロナ明けたら短期間ですけれども、美人さんがお嬢やります。なぜかというと、やっぱり稼がないと苦しいですから。だから今我慢しましょう」とコメント。この発言に「コロナショックによる貧困で性産業につかざるを得ない人が出ることを肯定している」といった多くの批判が岡村やニッポン放送に殺到した。ニッポン放送は翌週の4月27日に「女性の尊厳と職業への配慮に欠ける発言があった」として謝罪を行った。
5月1日（4月30日深夜）放送分で、岡村は番組冒頭から36分に渡り不適切発言を謝罪した。その直後、矢部が「やってもうたな!」と言いながらスタジオに乱入する形で登場し、2014年9月の番組卒業以来5年ぶりにコンビでのラジオ出演となった。矢部は岡村の当該発言のほか「本番でしか謝らない」「ありがとうを言わない」「逃げグセがある」など、相方の素性に踏み込んだ「公開説教」を行った。
この一連の反響は大きく、『爆笑問題カーボーイ』や『おぎやはぎのメガネびいき』（いずれもオールナイトニッポンの裏番組に当たるTBSラジオ『JUNK』枠）といった各ラジオ番組に加え、『ワイドナショー』（フジテレビ系）や『サンデージャポン』（TBS系）などにコメントが多く寄せられた。
さらには、岡村がレギュラー出演しているNHK総合の『チコちゃんに叱られる!』でも、今回の問題についてのお断りのアナウンスとテロップが、番組のエンディングで放送される事態となった。
この騒動に関しては、社会活動家の藤田孝典が一次的な情報を用いず、第三者からの伝聞によって執筆した記事がきっかけであった。文筆家の古谷経衛は「岡村発言全てを改めて聴いても、やはりある種の気持ち悪さを感じる。」と岡村の発言に不快感を示しながら、「本人が「言っていない」ことをさも述べたかのように見出しで「二次加工」するのは、いささか記事の作り方としては下品である。」とし、岡村に対する謝罪の強要、そして大規模な署名活動にまで至った藤田の常習的な歪曲表現についても痛烈に批判している。
矢部は翌週の8日（7日深夜）、翌々週の15日（14日深夜）と続けて出演。15日放送分で矢部のパーソナリティの復帰及び『ナインティナインのオールナイトニッポン』への改題を発表したため、岡村単独での放送は4月23日分が最後となった。

## 番組終了時点のコーナー
「WET STREAM」「岡村隆史のホラ貝クイズ」「今週のインパルス」は、いずれも4月24日の放送を最後に実質打ち切りとなっている。

### 岡村隆史のオールナイトニッポンより発足のコーナー
WET STREAM
性にまつわる嫌な出来事を投稿してもらう。FMの音楽番組『JET STREAM』（TOKYO FM）のパロディで、BGMは『JET STREAM』と同様にフランク・プゥルセル・グランド・オーケストラ演奏の『ミスター・ロンリー』を使用。このコーナーで岡村は何故かクリス・ペプラーに扮する。2017年11月30日放送分からは番組出演を希望する風俗店勤務の女性（番組では「お嬢」と呼ぶ）に電話を繋いで直接話を聞く時間を設け、2019年2月28日放送分からは男性従業員の応募も可となった。
オカムセンター試験
2017年10月5日開始。問題を出題し、「なんでも正解」にするネタを募集する。ナイナイANN時代の「クイズ!アホ学王!」と同様。ハガキを読まれるとオリジナルノベルティグッズの「ケンペース」（ペンケースではない）、「おまもり」、「ステッカー」の何れかが貰える（まれに“トリプル”として1度に3つ全て貰える場合もある）。
エイブルのスポンサードコーナーのため、コーナー前後にはニッポン放送ローカルでCM・提供読みが入れられていた。
ナイナイANN（第2期）でも継続していたが、2020年9月24日で終了し、「ナイナイ共通テスト」にリニューアルされた。
岡村隆史のホラ貝クイズ
2019年12月19日開始。以前に行っていた岡村隆史のタップダンスクイズ→岡村隆史のそろばんクイズをリニューアルした。岡村がある言葉をホラ貝を吹いて表現し、その答えをメールで募集するリスナー参加型のコーナー。正解者には番組ノベルティグッズのフルセットが贈られる。
ダァ…
2020年3月19日開始。2019年に世界で一番売れた曲ビリー・アイリッシュの「bad guy」にある歌詞、「ダァ…」の部分が後ろに流れるようなテンションの下がった瞬間の一言を投稿する。
ナイナイANN（第2期）初回放送で終了が発表された。

### ナイナイANN（第1期）から引き継いだコーナー
悪い人の夢
「悪い人の夢の中で起こる話」を送るコーナー。
ナイナイANN（第2期）でも継続。
セルゲイブブカ
衝撃写真が掲載されている雑誌『セルゲイブブカ』に載っていそうな見出しを想像するコーナー。
ナイナイANN（第2期）初回放送でコーナー終了が発表された。
僕の点取り占い
CM明けのジングルとして流されるコーナー。駄菓子屋で売られているおみくじの「点取り占い」をベースに、CMやテレビでタレントが言った自分がツボにはまったフレーズに点数を付けて投稿する。
ナイナイANN（第2期）初回放送でコーナー終了が発表されたが、2021年5月28日放送で復活することが発表された。

### ナイナイANN（第1期）から一部新装したコーナー
今週のインパルス
世の中や身の回りで起こったインパルス（衝撃）な出来事を募集する。実質的に前番組の「今週のインパクト」を引き継いだもので、新番組に入るに当たりコーナーの刷新が検討されたなか、「インパクト」と「インパルス」が同義であったことから、このタイトルに改めたもの（コーナーテーマ曲は「インパクト」と同じである）。採用者には「インパクトコンパクト」ならぬ「インパルスコンパルス」が贈られる。
お笑いコンビの「インパルス」との関係はないが、公式サイトでは「余裕のある方はインパルス堤下さんの情報も送ってください」としている。

## 定期・不定期企画
- 前番組の恒例企画となっていた「ハガキ職人大賞」が、回数がリセットされる形で引き継がれた。「第1回」大賞は、2015年1月8日放送分にて発表された。

さらに、第20回は3位から1位までは歌謡祭で発表された。（10月10日の放送で改めてオンエアし、5位と4位も発表した。）
- BGMは前番組に引き続き、東京スカパラダイスオーケストラの「パンドラタイムス」。
- 「悪い人の夢」の中で時折紹介される下ネタ「ジャネット」の拡大版として、夏ごろに「サマージャネット宝クリ」という特別企画が放送される[22]。
- 前番組に引き続き、ゲストの出川哲朗とともに性にまつわる話をする企画「LOVE&SEX」が年末に行われている。2014年には一旦終了が宣言されたものの、2016年には「ウエットストリームアタック2016」の題名で同様の企画を行い、2017年以降は「WET STREAM」でお嬢に電話を繋ぐ企画の拡大版を「LOVE&SEX」として実施している。

## 終了したコーナー
ヒロミじゃん
2014年11月20日開始。ヒロミの口調で「〇〇じゃん」を連発しながら状況を説明するが、結局何も進展していない、というネタを募集する。後述「悪い人の夢」からの派生。コーナーのテーマ曲は、かつてのレギュラー番組の企画でヒロミ自身が結成したバンド・フライングオイスターズの『振り向け』。2015年4月2日終了。
ミスター・オカジデント
2015年4月9日開始。“岡村大統領”が民衆を前にして披露する「英語によるスピーチ」を募集する。ネタのみならずコーナー全体も極力英語（片言ながらも）で進行しようとしたが、これは初回のみで断念し、以降はネタ部分を除き普通に進行した。コーナーの着想は、岡村が当時見ていたアメリカのテレビドラマ『ハウス・オブ・カード 野望の階段』と、2016年にアメリカが大統領選挙を控えていたところから。2015年6月18日終了。
岡スポ
岡村自身が“足で稼いだ”渾身のスクープ及びゴシップ話を発表する。2014年3月31日にナインティナインで『笑っていいとも!グランドフィナーレ感謝の超特大号』（フジテレビ）に出演した際、自ら番組終了後にその裏側を追って、後日の前番組で語ったのが端緒となっている。番組3回目（2014年10月16日）をもって、一旦“休刊”扱いとなっている。
激怒!恋のオカムライン
LINEで女性から送られると腹が立つメッセージを投稿してもらう。コーナーのテーマ曲は、Sonar Pocketの『片思い〜リナリア〜』。2015年9月24日終了。
オカッチャー教授
2015年6月25日開始。映画『セッション』の登場人物である音楽学校の教授、テレンス・フレッチャー（演：J・K・シモンズ）に因み、「とにかく喜怒哀楽が激しいオカッチャー教授」のセリフを募集する。曲（Hank Levy "Whiplash"）の合間に数回、ツッコミを入れるかのようなセリフを挿入していく。2015年9月24日終了。
無謀!オカ・グリルス!
2015年10月1日開始。アメリカのテレビ番組『MAN vs. WILD』に出演する冒険家、ベア・グリルスをモチーフとしたコーナー。究極のピンチに立ち向かう「○○するオカ・グリルス」というネタを募集する。2016年9月8日終了。
（笑）※かっこわらい
2015年10月1日開始。いろいろな台詞に（笑）を付けて面白くなくする。2015年11月12日終了。
燃えよドラゴン
2015年11月19日開始。ブルース・リー主演映画『燃えよドラゴン』のテーマ曲の中でブルース・リーが叫ぶ冒頭3箇所にあてるセリフを募集する。2016年2月11日終了。
はる竹城→つゆ竹城→なつ竹城
2016年3月10日開始。「あき竹城さんが○○を見て言っていました」という書き出しで、あき竹城の目撃談を募集する。2016年6月23日から「つゆ竹城」に改題。:2016年8月11日から「なつ竹城」に改題し、2016年9月22日終了。
U-19（アンダー・ナインティーン）
2015年6月25日開始。未来のハガキ職人を育てるべく、参加者を10代限定とし、まず「ハガキでの投稿」自体に慣れさせるのを主目的とする。コーナー新設に伴い「ハガキ職人大賞」（後述）も、このコーナーのみで読まれた10代リスナー限定のランキングを別枠で設け、発表していた。
ただし、このコーナーでの“10代リスナーへのなりすまし”は厳禁とし、なりすましを行ったリスナーに対しては破門を言い渡すことにしている。2016年10月6日終了。
スマホスタンド1600え〜ん
第二回岡村隆史ANN歌謡祭において、物販のスマホスタンドが売れ残ったことから開始されたコーナー。「スマホスタンド1600え〜ん」という前にセリフを付け足す。2016年11月10日開始、11月26日終了。
地球のバランス!
「良い事悪い事、何があっても結局は地球がバランスをとってくれる」という説を考える。2016年9月15日スタート。2017年1月26日終了。
発します!
2016年10月6日開始。『男はつらいよ』の主題歌の冒頭に流れる車寅次郎の台詞を他の有名人に置き換える。2017年1月26日終了。
DJ TAKASHIのスクラッチクイズ!→DJ TAKASHIのモノマネスクラッチクイズ
岡村の手による、有名な曲のイントロもしくはサビのスクラッチに対し、メールで答えを送ってもらう、リスナー参加型コーナー。最も早く正解メールを投稿したリスナーに全てのノベルティが与えられる。2016年11月24日以降「DJ TAKASHIのモノマネスクラッチクイズ」にマイナーチェンジされ、 DJ TAKASHIがやっているモノマネをスクラッチし、誰のモノマネをやっているのかを当てる形式となった。モノマネは一人ではない場合もある。終了時期は不明だが現在は公式サイトからコーナー名が削除され、参加を募集していない。
グレートティーチャー・オカムラ!
2016年1月14日開始。受験生が勇気をもらえるような「アホほど熱い先生のひとこと」を募集する。
エイブルのスポンサードコーナーで、前述の「オカムセンター試験」と入れ替わる形で2017年9月28日終了。
魂の叫び
2017年2月2日開始。長渕剛の「乾杯」の歌い出しの直前に叫ぶメッセージを募集する。元ネタは2016年のFNS歌謡祭で長渕が叫んだメッセージ。2017年11月16日終了。
曲です!
いろいろなアーティストによる、ライブでのMCや曲紹介のパロディを募集する。前番組末期にあった「アリーナーーー!!」に内容が近いが、こちらではそのまま普通に曲がかけられる。基本的には毎週課題曲が1曲課されることがあるが、スペシャルウィークのときは課題曲はないことが多い。
新番組のオリジナルコーナーとしては、いち早く公にされ、募集が始まったコーナーである。
番組内に数回挿入する形を取っており、このコーナーでのネタの採用者は、エンディングの協賛クレジットの後にまとめて発表される。 当初は課題曲が課せられており休止していたが、2017年9月14日の放送から復活した。2018年3月29日終了。
圧倒的○○感
2017年11月30日開始。特定の人や物に関するイメージを「×× 圧倒的○○感」の形式で紹介する。前述の「悪い人の夢」のネタから派生したコーナー。2018年7月19日終了。
ビートたかしのこんな○○は絶対にイヤだ!
2018年8月2日放送で劇団ひとりをゲストに迎えて実施したコーナー「こんなエロは絶対にイヤだ!」のレギュラー化。ビートたけし出演のテレビ番組『天才・たけしの元気が出るテレビ!!』のコーナー「たけしメモ」の形式で、特定のテーマにおいて嫌だと感じるシチュエーションをたけしの物真似をしながら次々と紹介し「また来週!」で締める。2018年9月20日終了。
ANNスペシャル 未解決事件
2018年9月27日開始。解決していないと感じる様々な事柄を紹介する。元ネタはNHKのテレビ番組『NHKスペシャル』の企画の一つ「未解決事件」。2019年2月21日終了。
岡村隆史のタップダンスクイズ
2017年11月23日開始。岡村がある言葉をタップダンスで表現し、その答えをメールで募集するリスナー参加型のコーナー。正解者には番組のノベルティグッズのフルセットが贈られる。2019年2月28日から「岡村隆史のそろばんクイズ」にリニューアルされた。
怒りのアタック
2019年2月28日開始。リスナーが怒りを感じる事柄を紹介し最後に岡村が「アタック!」と絶叫、直後に『パネルクイズ アタック25』のテーマ曲が流れる。2019年5月23日終了。
美談
2019年5月30日開始。美談の類が存在しない岡村に対し、「噂が独り歩きする」ような逸話を創作して投稿するコーナー。2019年10月24日終了。
よこはま たそがれ ホテルの小部屋
2019年6月6日開始。この年の「ANN歌謡祭」へ出演することが決まった五木ひろしの楽曲『よこはま・たそがれ』にちなみ、冒頭の“よこはま”“たそがれ”“ホテルの小部屋”の3ワード部分へ穴埋めの形で意味の異なる言葉を当てはめていく。2019年10月24日終了。
伏線の回収!
2019年10月31日開始。同時期にテレビドラマ『あなたの番です』へ熱中していた岡村が番組中に発した、「昔は『伏線を張る』と言っていて、『伏線の回収』なんて言わなかった」というコメントを期に誕生。場面や種別を問わず、序盤に仕込んだ伏線が後半で回収されるネタを募集する。2020年3月12日終了。
ネイティブ
2019年10月31日開始。「オカムセンター試験」向けに届いていた“〇〇をネイティブに発音すると、××”というネタから派生したコーナー。人名などの様々な名称をネイティブ風に発音していく。2020年3月19日終了。

## ノベルティグッズ
通常のノベルティ
- ジャグジー
- セブン
- インパルスコンパルス（今週のインパルスのみ）
- ウェッティー（WET STREAMのみ）
- ケンペース、お守り、ステッカー（オカムセンター試験のみ）※ペンケースではない
- バッジ（僕の点取り占い、曲です!のみ）

期間限定ノベルティ
- 岡村隆史のハメ撮り画像（2016年2月18日のみ）

## CMフィラー
CMフィラーの曲はすべて岡村に関連してダンスミュージックとなっている。
- クリーン・バンディット・・「Rather Be」
- イギー・アゼリア・・「FANCY」
- CASH CASHfeat.Bebe Rexha・・「Take Me Home」
- ケイティ・ペリー・・「Birth Day」

2019年3月まで
- マイケル・ジャクソン・・「Love Never Felt So Good」
- Tove Lo・・「Habits」

## 番組ジングル
- ビギ山商店・・「おかえり南ぬ島」（2017年3月まで）

## ゲスト

### 2014年
- 10月23日（第4回）...高須克弥[注釈 4]・西原理恵子（ブースから見学していてゲストコーナー終了間際に乱入）
- 10月30日（第5回）...岡田圭右（ますだおかだ）・山田善し（COWCOW）
- 12月11日（第11回）...出川哲朗

### 2015年
- 02月19日（第20回）...DJ KOO（TRF）
- 03月19日（第24回）...板東英二（オープニング直後に乱入、自身の著書を宣伝した）
- 03月26日（第25回）...Toshl（X JAPAN）
- 04月02日（第26回）...アルコ&ピース・村本大輔（ウーマンラッシュアワー）（共に乱入という形での参加。村本は次番組にも引き続き乱入）
- 04月23日（第29回）...バカリズム
- 06月11日（第36回）...村本大輔（ウーマンラッシュアワー）
- 08月27日（第46回）...森脇健児
- 10月22日（第54回）...秋山竜次（ロバート）
- 12月17日（第62回）...さらば青春の光

### 2016年
- 02月18日（第70回）...スピードワゴン・陣内智則
- 03月03日（第72回）...吉田山田
- 04月14日（第78回）...いきものがかり[注釈 5]
- 04月21日（第79回）...ジョイマン
- 05月26日（第84回）...森田哲矢（さらば青春の光）
- 06月02日（第85回）...さらば青春の光・ニューヨーク
- 06月16日（第87回）...秋山竜次（ロバート）
- 08月18日（第95回）...出川哲朗・久保田利伸（電話出演）
- 08月25日（第96回）...ISSA（DA PUMP）
- 10月06日（第102回）...星野源
- 10月13日（第103回）...高須克弥・西原理恵子
- 10月20日（第104回）...久保田利伸・秋山竜次（ロバート）
- 12月15日（第112回）...小峠英二（バイきんぐ）・西野亮廣（キングコング）
- 12月29日（第114回）...出川哲朗

### 2017年
- 02月09日（第119回）...知念里奈
- 02月23日（第121回）...星田英利・綾部祐二（ピース）・オモロー山下
- 04月20日（第129回）...道端アンジェリカ・ぱいぱいでか美・吉田尚記（ニッポン放送アナウンサー）
- 06月15日（第137回）...陣内智則・藤本敏史（FUJIWARA）
- 06月22日（第138回）...Toshl（X JAPAN）・ニューヨーク
- 07月20日（第142回）...レイザーラモン
- 08月24日（第146回）...ゴカイヒロユキ・小島瑠璃子・吉田尚記（ニッポン放送アナウンサー・中継）
- 09月07日（第148回）...aiko
- 09月14日（第149回）...May J.
- 10月19日（第154回）...ロッチ
- 11月23日（第159回）...aiko
- 12月07日（第161回）...カラテカ
- 12月14日（第162回）...片岡鶴太郎・八乙女光（Hey!Say!JUMP）※サプライズゲスト：荻野目洋子
- 12月28日（第164回）...出川哲朗

### 2018年
- 03月01日（第172回）...石橋貴明（とんねるず）
- 03月29日（第176回）...久保田利伸
- 04月05日（第177回）...四千頭身
- 04月19日（第179回）...極楽とんぼ
- 05月03日（第181回）...徳井義実（チュートリアル）・渡辺直美（NHK『シブヤノオト』とのコラボレーション）[注釈 6]
- 06月14日（第187回）...今田耕司・又吉直樹（ピース）
- 06月21日（第188回）...三浦大知
- 07月19日（第192回）...V.I（BIGBANG）
- 08月02日（第194回）...劇団ひとり
- 08月30日（第197回）...秋山竜次（ロバート）
- 09月20日（第200回）...Mr.シャチホコ[注釈 7]
- 09月27日（第201回）...おぎやはぎ[注釈 8]
- 10月18日（第204回）...Mr.シャチホコ・三又又三
- 12月06日（第211回）...石田明（NON STYLE）
- 12月13日（第212回）...昴生（ミキ）・堤下敦（インパルス）・東京ホテイソン・四千頭身
- 12月27日（第214回）...出川哲朗

### 2019年
- 02月07日（第219回）... 木村祐一
- 04月18日（第229回）... 川島明（麒麟）・堤下敦（インパルス）・昴生（ミキ・電話出演）
- 05月02日（第231回）... 中居正広
- 06月06日（第236回）... aiko
- 06月13日（第237回）... よゐこ
- 08月15日（第245回）... 五木ひろし
- 08月22日（第246回）... 秋山竜次
- 08月29日（第247回）... 劇団ひとり
- 09月05日（第248回）... 谷中敦（東京スカパラダイスオーケストラ）
- 10月10日（第253回）... ロバート（秋山竜次・馬場裕之・山本博）
- 11月14日（第256回）... 知念里奈
- 12月12日（第261回）... 昴生（ミキ）・堤下敦（インパルス）・オカリナ（おかずクラブ）・ハンバーグ師匠
- 12月19日（第262回）... 出川哲朗
- 12月26日（第263回）... 石田明（NON STYLE）

### 2020年
- 02月20日（第270回）... 濱田岳
- 03月05日（第272回）... aiko・井口理（King Gnu）
- 03月19日（第274回）... 谷中敦（東京スカパラダイスオーケストラ）
- 03月26日（第275回）... 井口理（King Gnu）
- 04月02日（第276回）... 水溜りボンド
- 04月23日（第279回）... aiko（新型コロナウイルス感染拡大防止の為、リモート出演）・ももいろクローバーZ（コメントによる出演）
- 04月30日（第280回）... 矢部浩之（ナインティナイン）
- 05月07日（第281回（最終回））... 矢部浩之（ナインティナイン）

## イベント

### 岡村隆史のオールナイトニッポン歌謡祭 in 横浜アリーナ
2015年11月1日に神奈川県横浜市港北区の横浜アリーナにおいて放送開始1周年を記念し歌謡祭が開催され、11月5日放送分でその模様が放送された。「ナインティナインのオールナイトニッポン」時代を含め、番組や岡村に縁のある出演者が多数登場した。
出演者
- 栗野博樹（一般人）[注釈 9]
- 高須克弥
- 知念里奈
- DJ KOO（TRF）
- 出川哲朗
- 友川カズキ
- ホブルディーズ
- May J.
- 森脇健児

### 岡村隆史のオールナイトニッポン歌謡祭 in 横浜アリーナ 2016
2016年10月23日には2回目となる歌謡祭が開催され、この模様は10月27日の番組で放送された。
出演者
※括弧内の数字は通算出演回数を表す。以下も同様である。
- 秋山竜次（ロバート）
- 久保田利伸
- 熊田曜子（サプライズゲスト）
- 後田裕二（一般人）[注釈 10][41]
- Shaqler[42]
- ジョイマン
- 高須克弥(2)
- DA PUMP
- 出川哲朗(2)
- 星野源（サプライズゲスト）
- ホブルディーズ(2)
- May J.(2)

### 岡村隆史のオールナイトニッポン歌謡祭 in 横浜アリーナ 2017
2017年10月29日には3回目となる歌謡祭が開催され、この模様は11月2日の番組で放送された。
出演者
- aiko
- 秋山竜次（ロバート）(2)
- 鈴木健介[注釈 11]
- 高須克弥(3)
- 知念里奈(2)
- Toshl（X JAPAN）
- ニューヨーク
- ぱいぱいでか美（サプライズゲスト）
- ホブルディーズ(3)
- May J.(3)
- 八代亜紀（サプライズゲスト）
- ユウ（一般人）[注釈 12]（サプライズゲスト）

### 岡村隆史のオールナイトニッポン歌謡祭 in 横浜アリーナ 2018
2018年10月28日には4回目となる歌謡祭が開催され、この模様は11月1日の番組で放送された。
出演者
- 秋山竜次（ロバート）(3)
- 熊田曜子（サプライズゲスト）(2)
- 高須克弥(4)
- DA PUMP(2)
- 知念里奈（サプライズゲスト）(3)
- 錦野旦（サプライズゲスト）
- ぱいぱいでか美（サプライズゲスト）(2)
- ホブルディーズ(4)
- 三浦大知
- Mr.シャチホコ（サプライズゲスト）
- May J.(4)
- 鷲尾裕司（jazzy love）[注釈 13]

### 岡村隆史のオールナイトニッポン歌謡祭 in 横浜アリーナ 2019
2019年9月29日には5回目で、当番組開始5周年となる歌謡祭が開催され、この模様は10月3日の番組で放送された。更に、第20回ハガキ職人大賞も実施され、10月10日の番組内で放送された。
出演者
- 秋山竜次（ロバート）(4)
- 井口理（King Gnu）（サプライズゲスト）
- 五木ひろし
- 鍛冶翔太（ナインティナインの前マネージャー、サプライズゲスト）
- 熊田曜子（サプライズゲスト）（3）
- 高須克弥(5)
- 知念里奈(4)
- 堤下敦（インパルス）（サプライズゲスト）
- 東京スカパラダイスオーケストラ
  - 岡村とともに演奏した「BITTER SWEET SAMBA」が10月3日のオープニングで使用された。
- 板東英二（サプライズゲスト）
- ホブルディーズ(5)
- May J.(5)

※以降ナインティナインのオールナイトニッポンにて『ナインティナインのオールナイトニッポン歌謡祭』として引き継がれる。

## スタッフ
※ディレクターの宗岡、ADの加川、ミキサーの若林は前番組から引き続き担当。

### 歌謡祭プロデューサー
冨山雄一（とみやま ゆういち）
2016年より担当。2018年からは『オールナイトニッポン』全番組のプロデューサーを務めている。歌謡祭でのグッズが残った際にももいろクローバーZのライブに歌謡祭グッズを持ち込み、モノノフに売りつけた人物。

### ディレクター
初代 宗岡芳樹（むねおか よしき）
あだ名「YOSHIKI」
前番組から引き続いてディレクターを務めた後「一身上の都合」でニッポン放送を退社した。現在はTBSラジオでディレクターをしているが、本番組のスタジオにも時々顔を出し、それを岡村に「TBSのスパイ」などと指摘されることもある。
2代目 鈴木賢一（すずき けんいち）
あだ名「ビーチさん」
岡村曰く赤坂界隈で泥酔し、路上に大便を撒き散らした経歴がある。口癖は「ちげーよ」であり、前番組でコーナー化もされた。
3代目 三浦憲高（みうら のりたか）
あだ名「キング」（苗字が同じ「三浦」である三浦知良の愛称に因む）
この番組の直後に放送されていた担当番組『ニューヨークのオールナイトニッポン0(ZERO)』が終了して間もなく就任したため、岡村に「1人だけ1部昇格」と言われていた。

### AD
初代 加川峻（かがわ しゅん）
あだ名「ドルトさん」（苗字が「かがわ」であることから香川真司にちなんで）
他には『back numberのオールナイトニッポン』のディレクター（初代）や『オールナイトニッポンサタデースペシャル 大倉くんと高橋くん』のアシスタントディレクター→ディレクター（2代目）を担当していた。
2代目、4代目 舟崎彩乃 （ふなさき あやの）
あだ名「まろさん」（名前が「あやの」であるため、綾小路きみまろにちなみ名付けられた。）
2019年4月からの1年間、後枠の『King Gnu 井口理のオールナイトニッポン0(ZERO)』でディレクターを務めていたが、番組終了とともに復帰。
3代目 小鍛治優子（こかじ ゆうこ）
あだ名「リトル鍛冶さん」、ナイナイANN第2期では「コカジーニさん」
（名字が「小鍛冶」であり、岡村の元マネージャー（鍛冶翔太）の小さい版に絡んで名付けた。）
後枠の、『水溜りボンドのオールナイトニッポン0(ZERO)』に移動したが、2025年1月より『ナインティナインのオールナイトニッポン』（第二期）の2代目ディレクターを担当している。

### ミキサー
初代 若林千真（わかばやし かずまさ）
あだ名「オレンジレンジくん」
2代目 寺本剛（てらもと つよし）
あだ名「テーラー寺本」
3代目 大坪秀嗣 （おおつぼ ひてつぐ）
あだ名「関白」
（名前が「ひでつぐ」であるため、豊臣秀次の愛称の関白にちなむ。）

### 放送作家
小西マサテル（こにし マサテル）
通称「小西さん」
ブース内に岡村と共に入っており、筆談でアドバイスやヘルプを出すなどのコミュニケーションを取っている。オンエア中に聞こえる岡村以外の笑い声は彼のものである。「笑い声の質・音量・タイミングが絶妙」として、リスナーからの信頼も厚い。『ナインティナインのオールナイトニッポン』時代はオンエア上ではほとんど喋らなかったが、本番組では岡村1人ということもあり、メールに挨拶を返したり、岡村からの問いかけに答えるなどしてごくまれに声を発することがある。
川島カヨ（かわしま カヨ）
通称「カヨちゃん」
主にPC用ホームページの更新や、放送中に寄せられるメール、FAXの選出を担当している。「遊べる程度の胸はある」「Aマイナー」など、前番組時代からよくいじられている。
畠山健（はたけやま たけし）
通称「はたけ」
「ゴミを拾おう」のラジオネームを用い、ナイナイANNのハガキ職人として投稿を行っていた。若手ゆえ雑に扱われることが多く、「DJ TAKASHIのスクラッチクイズ」では回答メールをブース内の岡村へ渡す際に弄られている。
このほかにもハガキ職人出身を中心としたサブ作家陣がスタッフとして関わっている。

## 代理番組
岡村単独担当になってからは、年末年始と8月の2回、休暇を取っているため番組は休止となる。当該週は代役を立てているが、前番組と同様、最初から特別番組として放送されるケースが多い。なお、吉田麻也と東京スカパラダイスオーケストラは前週の当番組でコメントを送っている。
- オールナイトニッポン新年初笑いスペシャル[注釈 14][注釈 15][43]（出演：エル・カブキ、浜ロン、タイムマシーン3号、新宿カウボーイ、三日月マンハッタン、ねじ、江戸むらさき、馬鹿よ貴方は、ホロッコ、スパローズ、囲碁将棋、ニューヨーク、こにわ） （2015年1月1日）
- 松岡茉優 （2015年8月6日）
- オールナイトニッポン初笑いスペシャル（MC：アルコ&ピース、出演：お侍ちゃん、バイク川崎バイク、ドドん、マテンロウ、なすなかにし、風藤松原、浜ロン、ヤーレンズ、アナクロニスティック、ヤングウッズ、ジェットカンフル、カントリーズ、審査員：松井咲子、藤井青銅、宗岡芳樹）（2015年12月31日）
- ももいろクローバーZ（2016年8月4日、2017年8月3日）
- 向井慧（パンサー）（2017年1月5日）
- ハロー!プロジェクト（譜久村聖、中西香菜、金澤朋子、小関舞、広瀬彩海、小片リサ）（2018年1月4日）
- 吉田麻也（2018年8月9日）
- 霜降り明星[44]（2019年1月3日）
- SixTONES (2019年8月1日)
- 山口一郎（サカナクション）(2019年10月18日)
- 東京スカパラダイスオーケストラ（2020年1月2日）

### 休暇について
- 岡村は正月には上記の通り番組を休み、その間は大阪に帰省して、高校時代の同級生らと旧交を温めている。新年第1回目の放送ではそのエピソードを語ることがナイナイANN時代から恒例となっている。また、正月以外でもときどき話題に上ることもある。またその同級生の一部は、先述の横浜アリーナイベントに出演も果たしている。
- 8月の休暇の際には国外などを旅行（2017年はモルディブ、2018年はフィリピン・マクタン島、2019年はフィジーと石垣島）しており、休み明けの放送で旅先でのエピソードを語る。

## 特別番組
- 2015年12月24日 - ナインティナイン岡村隆史とV6岡田准一のオールナイトニッポン ミュージックソンSP（第63回）
- 2018年5月3日 - NHK『シブヤノオト』とのコラボレーション同時生放送（第181回）